# روثلس رکوردز
روتلِس رکوردز (انگلیسی: Ruthless Records) ناشر موسیقی آمریکایی بود که در سال ۱۹۸۶ توسط ایزی-ئی در لس‌آنجلس بنیان گذاشته شد و بیشتر سبک‌های هیپ هاپ و آراندبی را پوشش می‌داد. پانزده آلبوم از این ناشر تاکنون به گواهینامه پلاتینیوم فروش دست یافته است.